# Jacek Wszoła
Jacek Roman Wszoła, poljski atlet, 30. december 1956, Varšava, Poljska.
Wszoła je nastopil na poletnih olimpijskih igrah v letih 1976 v Montrealu in 1980 v Moskvi. Leta 1976 je osvojil naslov olimpijskega prvaka v skoku v višino, leta 1980 pa še srebrno medaljo. Leta 1977 je zmagal na Evropskem dvoranskem prvenstvu in Univerzijadi. 25. maja 1980 je s preskočeno višino 2,35 m postavil svetovni rekord v skoku v višino. Le dan kasneje ga je izenačil Dietmar Mögenburg, avgusta istega leta pa ga je za 1 cm izboljšal Gerd Wessig.